# هيديو هاغا
هيديو هاغا (باليابانية: 芳賀日出男؛ بالكانا: はが ひでお) هو مصور وكاتب ياباني، ولد في 10 سبتمبر 1921.